# Öttusa az 1932. évi nyári olimpiai játékokon
Az 1932. évi nyári olimpiai játékokon öttusában egy számban avattak bajnokot.

## Éremtáblázat
(Az egyes számoszlopok legmagasabb értéke, illetve értékei vastagítással kiemelve.)
| Az 1932. évi nyári olimpiai játékok éremtáblázata öttusában | Az 1932. évi nyári olimpiai játékok éremtáblázata öttusában | Az 1932. évi nyári olimpiai játékok éremtáblázata öttusában | Az 1932. évi nyári olimpiai játékok éremtáblázata öttusában | Az 1932. évi nyári olimpiai játékok éremtáblázata öttusában | Olimpia  |
| ----------------------------------------------------------- | ----------------------------------------------------------- | ----------------------------------------------------------- | ----------------------------------------------------------- | ----------------------------------------------------------- | -------- |
|                                                             | Ország                                                      | Arany                                                       | Ezüst                                                       | Bronz                                                       | Összesen |
| 1.                                                          | Svédország (SWE)                                            | 1                                                           | 1                                                           | 0                                                           | 2        |
|                                                             |                                                             |                                                             |                                                             |                                                             |          |
| 2.                                                          | Egyesült Államok (USA)                                      | 0                                                           | 0                                                           | 1                                                           | 1        |
|                                                             |                                                             |                                                             |                                                             |                                                             |          |
| Összesen                                                    | Összesen                                                    | 1                                                           | 1                                                           | 1                                                           | 3        |

## Érmesek
| Az 1932. évi nyári olimpiai játékok érmesei öttusában |                                              |       |                               |       |                                       |       |
| Versenyszám                                           | Arany                                        | Arany | Ezüst                         | Ezüst | Bronz                                 | Bronz |
| férfi                                                 | Johan Gabriel Oxenstierna · Svédország (SWE) | 32    | Bo Lindman · Svédország (SWE) | 35,5  | Richard Mayo · Egyesült Államok (USA) | 38,5  |

## Magyar szereplés
- Somfay Elemér 7. hely 52,5 pont
- Benkő Tibor 18. hely 64,5 pont
- Petneházy Imre 19. hely 65 pont